# SV Ried
Die Sportvereinigung Oberbank Ried i.I., 1912 ist ein Fußballverein aus der oberösterreichischen Stadt Ried im Innkreis in Österreich und spielt derzeit in der höchsten Spielklasse, der Bundesliga. Die Profifußballabteilung ist seit dem 1. Jänner 2017 in die SV Ried Fußball GmbH ausgegliedert, deren einziger Gesellschafter der Verein ist.

## Allgemeines
Unter Miteinbeziehung des Sponsors trägt der Verein derzeit den offiziellen Namen SV Oberbank Ried (zuvor SV Guntamatic Ried). Die Vereinsfarben sind Schwarz-Grün. 
Die frühere Heimstätte der SV Ried war das Stadion der Stadt Ried, das seit 2023 unter dem neuen Namen als Klaus-Roitinger-Stadion bekannt ist. Seit Oktober 2003 werden die Spiele in einem neu erbauten reinen Fußballstadion gespielt, das Platz für 7300 Zuschauer bietet und seit 2025 BWT X Oberösterreichische Arena heißt. 
Der Verein spielt in der 1. Bundesliga. Nach dem dritten Abstieg in der Saison  2022/23 schaffte die SV Ried zwei Jahre später, 2024/25, den erneuten Aufstieg.

## Geschichte

### Anfänge des Vereins
Die SV Ried wurde im Jahre 1912 gegründet und spielte bis 1955, unterbrochen durch die Weltkriege, in der oberösterreichischen 1. und 2. Klasse (den beiden untersten Ligen). Nach dem Ersten Weltkrieg trat der Fußballverein 1919 zunächst als Fußballklub (FC) Germania Ried auf. Der FC Germania Ried war einer von fünf Gründungsmitgliedern des 1919 aus der Taufe gehobenen Fußballverbands für Oberösterreich und Salzburg. Ab dem Jahr 1920 trat der Rieder Fußballverein als SV Ried auf, die Umbenennung erfolgte noch im Zuge der Hauptversammlung im November 1919. Im Jahre 1955 gelang der Aufstieg in die Landesliga, von der man allerdings vier Jahre später wieder in die 1. Klasse West abstieg. Im Jahre 1962 gelang der neuerliche Aufstieg in die mittlerweile eingeführte Bezirksliga, im Jahr 1970 der weitere Aufstieg in die 2. Landesliga, wo man bis zum Aufstieg in die 1. Landesliga im Jahr 1976 immer vorne mitspielte und nie schlechter als 5. wurde.

### Aufstieg in die Bundesliga
Bis 1991 spielte die SV Ried in der 1. Landesliga, wurde 1986 Vizemeister sowie Innviertler-Cupsieger und Oberösterreichischer Landes-Cupsieger. In den Jahren 1988 und 1990 wurde man bereits zweimal Meister, schaffte jedoch den Aufstieg in die damalige 2. Division der Österreichischen Bundesliga in den notwendigen Qualifikationsspielen nicht. In beiden Jahren scheiterte man im Relegationsturnier am Kärntner Verein Wolfsberger AC. Im Jahre 1991 konnte die SV Ried den 3. Landesmeistertitel feiern und krönte die Saison mit dem Aufstieg in die 2. Division. Im Relegationsturnier setzte sich die SV Ried gegen SVL Flavia Solva (Steiermark) und SVG Bleiburg (Kärnten) durch. Maßgeblichen Anteil am Aufstieg hatte Klaus Roitinger, damals noch Spielertrainer, der durch spätere Erfolge und Vereinstreue zu einer Art Kulttrainer avancierte, mit 2 Toren im entscheidenden Spiel gegen Flavia Solva, welches die SV Ried vor der Rekordkulisse von 5000 Zusehern mit 3:0 für sich entscheiden konnte. Gegen Ende ihrer Debüt-Saison in der Bundesliga lag die SV Ried auf einem Abstiegsplatz, der sofortige Wiederabstieg schien beinahe unausweichlich. Doch in einer der wichtigsten Partien der Vereinsgeschichte konnte die SV Ried in der letzten Runde am 3. Juni 1992 den sich bereits in Sicherheit wiegenden SR Donaufeld im direkten Duell dank eines Tores von Christian Mayrleb mit einem 1:0-Auswärtssieg in Wien noch um einen Punkt überholen, und damit den Klassenerhalt in der 2. Division sichern, wodurch die Höhenflüge der nachfolgenden Jahre erst möglich wurden. Nach 4 Jahren in der zweiten österreichischen Spielklasse gelang als Zweitplatzierter der 2. Division über die Relegation gegen den Neunten der 1. Division, den FC Linz, am 24. Juni 1995 der Aufstieg in die höchste Liga Österreichs. In den Medien war vom „Fußballwunder Ried“ zu lesen.

### Aufstieg in die 1. Bundesliga, erster Cupsieg, Abstieg
Von 1995 bis 2003 spielte die SV Ried in der 1. Bundesliga und belegte bis auf den allerletzten Spieltag 2003 nie einen Abstiegsplatz.
1998 wurde die SV Ried ÖFB-Cupsieger, wobei im Finale im Gerhard-Hanappi-Stadion in Wien der SK Sturm Graz mit 3:1 (2:0) bezwungen wurde. Drei Tage später starb Kotrainer Marinko Ivsic bei einem Verkehrsunfall.
Im anschließenden Europapokal der Pokalsieger trug die SVR ihre Heimspiele im Stadion der Stadt Linz aus, da das alte Rieder Stadion nicht über genügend Sitzplätze verfügte. In der ersten Runde konnte man MTK Budapest mit zwei Siegen (2:0, 1:0) aus dem Wettbewerb werfen, in der zweiten feierten die Rieder gegen Maccabi Haifa einen 2:1-Heimsieg, unterlagen jedoch im Rückspiel am 5. November 1998 mit 1:4 und schieden aus.
2003 stieg die SV Ried in einem kuriosen Finish in die Erste Liga ab, erhielt aber einige Monate später mit dem Fill Metallbau Stadion ein neues bundesligataugliches Stadion, welches 7.680 Zusehern Platz bietet.
Die Trainer in der ersten Bundesliga-Phase der SV Ried waren Klaus Roitinger (1. Juli 1988 bis 30. Juni 1999), Heinz Hochhauser (1. Juli 1999 bis 30. Juni 2000), Helmut Kronjäger (1. Juli 2000 bis 20. April 2001), Alfred Tatar (1. Juli 2001 bis 30. Juni 2002) und Gerhard Schweitzer (1. Juli 2002 bis offiziell 30. Juni 2003 – für die letzten drei Spiele der Abstiegssaison 2002/2003 kehrte jedoch Klaus Roitinger auf den Trainerposten zurück).
In der zweiten Liga wurde die SVR zunächst von Petar Segrt trainiert – wegen Problemen mit den Spielern und Differenzen mit dem Vorstand allerdings nur vier Monate lang. Am 11. November 2003 übernahm Andrzej Lesiak für den Rest der Saison das Traineramt. Ihm folgte ab 1. Juli 2004 nochmals Heinz Hochhauser, mit dem die SVR 2005 den Wiederaufstieg schaffte. Nach einem Jahr in der Bundesliga wechselte Hochhauser zu Red Bull Salzburg, wo er die Leitung der Nachwuchsarbeit übernahm und später Sportdirektor wurde. Sein Nachfolger war Helmut Kraft.

### Wiederaufstieg und Topplatzierungen
Am 24. Mai 2005 fixierte die SV Ried mit einem 3:2-Heimsieg (nach 0:2-Rückstand) gegen den FC Gratkorn in der vorletzten Runde der Meisterschaft den Wiederaufstieg in die Österreichische Bundesliga (das letzte Spiel auswärts gegen Vizemeister Kapfenberg war ob des Torverhältnisses nur noch eine Formsache, wurde aber ebenfalls 3:2 gewonnen). Torschützenkönig wurde Sanel Kuljic mit 34 Treffern, was einen Rekord seit Bestehen der Zehnerliga bedeutete. Darüber hinaus gelang der SV Ried ein neuer Punkterekord in der Ersten Liga mit 77 Punkten.
Mit einem Vereinsbudget von nur 3,2 Millionen Euro war die SV Ried in der Aufstiegssaison 2005/06 jener Verein der Bundesliga, der über die geringsten finanziellen Mittel verfügte. Trotzdem entwickelte sich die SVR zu einer Fußball-Großmacht im heimischen Fill Metallbau Stadion. Zwischen dem 10. September 2004 (0:2 gegen den FC Kärnten) und dem 8. April 2006 (1:2 gegen Pasching) musste sie in 27 Pflichtspielen der ersten und zweiten Liga keine Heimniederlage im neuen Stadion hinnehmen. In der Saison 2005/06 schaffte die SV Ried unter Trainer Heinz Hochhauser mit dem 4. Platz in der Bundesliga die bis dahin beste Platzierung der Vereinsgeschichte und qualifizierte sich damit für den UI-Cup.
Im UI-Cup 2006 konnte die SV Ried sowohl Dinamo Tiflis (Georgien) (3:1/1:0) als auch den FC Tiraspol (Moldawien) (3:1/1:1) aus dem Bewerb werfen und erreichte damit die zweite Runde der UEFA-Cup-Qualifikation. Hier scheiterten die Rieder jedoch gegen den FC Sion aus der Schweiz. Nach einem 0:0 in Ried unterlag die SVR auswärts 0:1. Torschütze für den FC Sion war per Foulelfmeter Ex-Ried-Goalgetter Sanel Kuljic, der erst wenige Wochen zuvor von Ried in die Schweiz gewechselt war.
In der Bundesligasaison 2006/07 lag Ried nach anfänglichen Problemen, für die auch der neue Trainer Helmut Kraft verantwortlich gemacht wurde, zeitweise auf dem letzten Tabellenplatz. Mit einer beachtlichen Aufholjagd (unter anderem zwölf ungeschlagene Spiele in Folge im Herbst, Siege in allen sieben Heimspielen im Frühjahr sowie fünf Siege in den letzten fünf Meisterschaftsspielen) konnte sich die SV Ried in der Tabelle wieder vorarbeiten und beendete die Saison auf dem 2. Platz – wofür ebenfalls Trainer Helmut Kraft verantwortlich gemacht wurde. Der Vizemeistertitel ist für die SV Ried – neben den ÖFB-Cupsiegen 1998 und 2011 – einer der größten Erfolge der Vereinsgeschichte.

### Trainerwechsel und Umbruch
Für die Bundesligasaison 2007/08 konnte die Stammmannschaft größtenteils gehalten werden, verstärkt hatte man sich auf dem Transfermarkt überwiegend mit jungen Hoffnungsträgern.
Begebenheit am Rande: Das zweite Ligaheimspiel wurde gegen FK Austria Wien mit 0:1 verloren, das entscheidende Tor erzielte mit Sanel Kuljic ausgerechnet der aus der Schweiz zurückgekehrte frühere Rieder Torschützenkönig. Trotzdem wurde Sanel Kuljic noch während des Spiels von vielen Ried-Fans für seine früheren Verdienste für die SV Ried gefeiert.
In der ersten Runde der UEFA-Cup-Qualifikation 2007/08 warf die SV Ried mit einem Gesamtscore von 4:3 (3:1/1:2) Neftçi Baku (Aserbaidschan) aus dem Bewerb. Als Gegner in der zweiten Runde der UEFA-Cup-Qualifikation wurde, wie schon im Jahr zuvor, der FC Sion aus der Schweiz zugelost. Nach einem für die SVR glücklichen 1:1 im Hinspiel in Ried waren die Rieder beim Rückspiel in Sion chancenlos und kassierten eine 0:3-Niederlage.
Am 22. Oktober 2007 wechselte Trainer Helmut Kraft nach kurzen Verhandlungen und aus familiären Gründen als Sportdirektor zum FC Wacker Innsbruck. Zu diesem Zeitpunkt lag die SVR nach einem 3:0-Derbysieg gegen den LASK Linz auf dem 6. Tabellenplatz. Thomas Weissenböck und Gerhard Schimpl, die bisherigen Co-Trainer, übernahmen zusammen interimistisch den vakanten Trainerposten. Im Dezember 2007 wurde Thomas Weissenböck als Cheftrainer für die Frühjahrssaison 2008 bestellt. Nach einer Negativserie der SV Ried (unter anderem nur ein Punkt aus zwölf Auswärtsspielen) wurde Weissenböck am 6. April 2008, drei Runden vor Meisterschaftsschluss, beurlaubt. Michael Angerschmid übernahm für die letzten 3 Saisonspiele das Training. Die SV Ried schloss die turbulente Saison 2007/08 auf dem 7. Platz ab.
Am 8. Mai 2008 gab der Verein bekannt, dass der 47-jährige ehemalige Pasching-, Rapid- und Austria-Wien-Trainer Georg Zellhofer einen Zweijahresvertrag erhält. Als Co-Trainer wurde der frühere Cheftrainer der SVR und ehemalige U20-Nationalteamcoach Gerhard Schweitzer verpflichtet, ein Wunschkandidat Zellhofers. Komplettiert wurde das Trainerteam durch Michael Angerschmid, der zusätzlich auch die Amateurmannschaft der SVR betreut. Wegen unterschiedlicher Vorstellungen in der Kaderpolitik verließ Zellhofer die SV Ried jedoch am 2. Juli 2008, eine Woche vor dem Ligaauftakt.
Beim ersten Saisonspiel gegen Altach, welches mit 3:0 gewonnen wurde, betreute Schweitzer das Team interimistisch. Am folgenden Tag wurde Paul Gludovatz als offizieller Nachfolger vorgestellt. Der langjährige Nachwuchscoach des ÖFB, durch die Erfolge des österreichischen U20-Teams bei der Weltmeisterschaft 2007 populär geworden, unterschrieb einen Zweijahresvertrag und trat seinen Dienst am 11. Juli 2008 an. Gerhard Schweitzer, mit dem Gludovatz schon beim U20-Nationalteam zusammengearbeitet hatte, blieb Co-Trainer.

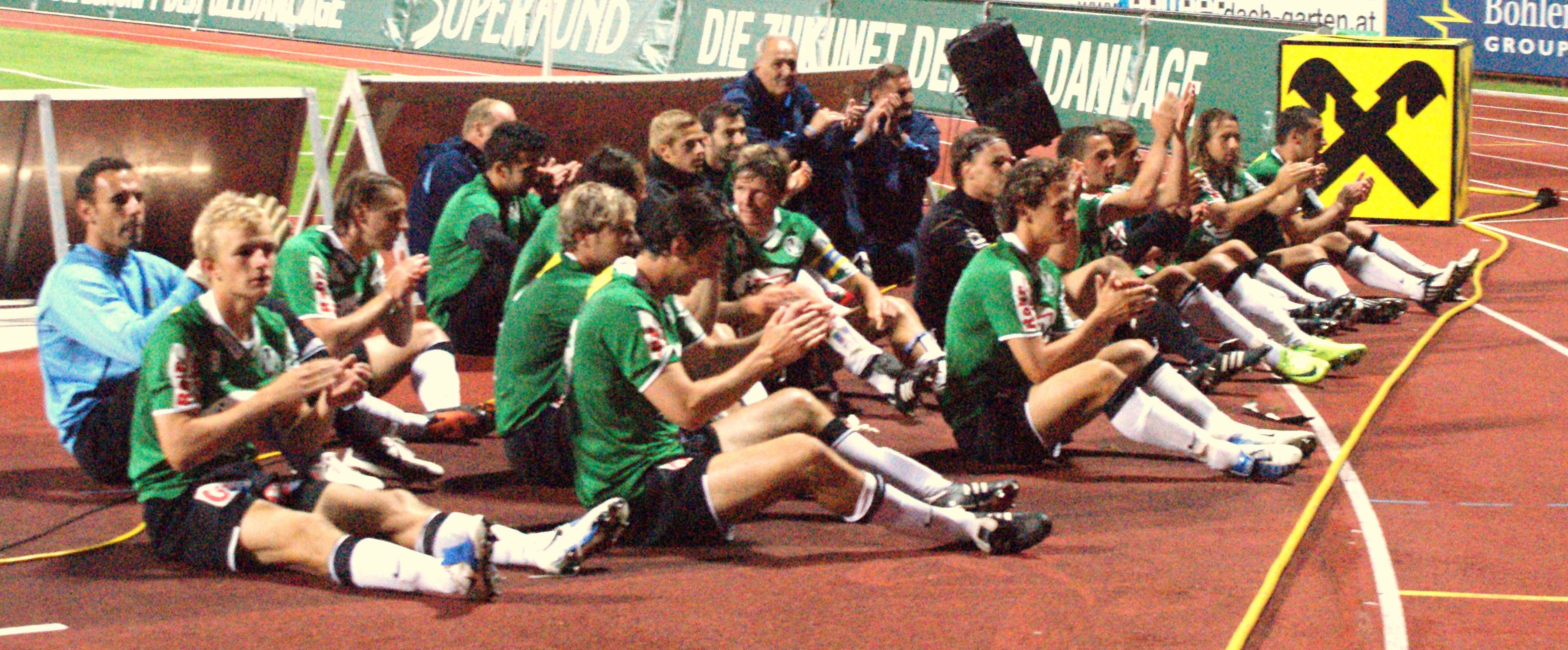
Die Bundesligamannschaft der SV Ried feiert einen Auswärtssieg in der Saison 2009/10

Die Saison 2008/09 beendete die SV Ried auf Rang fünf, erhielt dabei die wenigsten Gegentore aller Mannschaften der Liga und blieb im eigenen Stadion als einzige Elf im österreichischen Profifußball ungeschlagen. Mit 60 Punkten stellte die Mannschaft einen neuen Vereinsrekord auf – die Marke vom Vizemeistertitel 2007 wurde um vier Punkte übertroffen. Ein internationaler Startplatz wurde nur wegen der schlechteren Tordifferenz verpasst – im direkten Entscheidungsspiel im ausverkauften Stadion hätte man in Runde 36 mit +3 gegen Sturm Graz gewinnen müssen, nach frühem 0:2-Rückstand konnte durch Treffer von Salihi, Nacho und Drechsel (94. Minute per wiederholtem Elfmeter) nur mehr die Heimbilanz gerettet werden. Im Cup schied man im Viertelfinale nach Elfmeterschießen auswärts gegen den Zweitligisten Admira Wacker aus.
Die Saison 2009/10 beendete die SV Ried nach einer starken Herbst- und einer schwachen Frühjahrssaison auf Tabellenrang 8; im ÖFB-Cup erreichte das Team das Semifinale (Heimniederlage gegen den späteren Cupsieger Sturm Graz).

### Zweiter Cupsieg

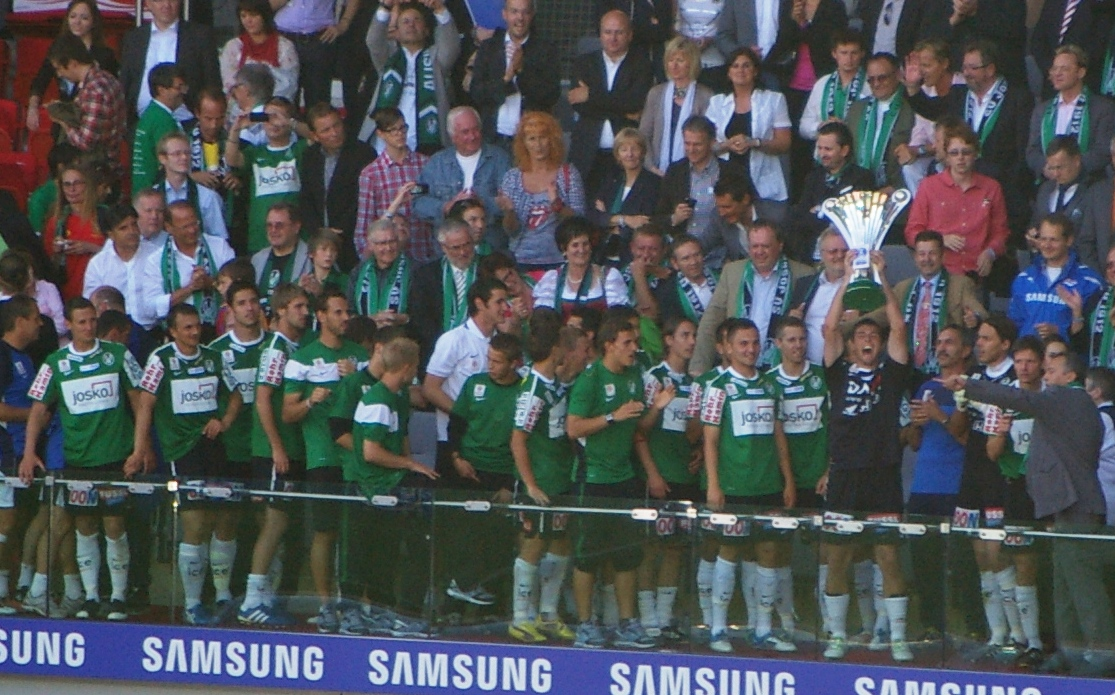
Cupsieger 2011

In der Saison 2010/11 erreichte der Verein mit 34 Punkten den Herbstmeistertitel der Bundesliga, einer der bisher größten sportlichen Erfolge des Vereins, zwei Wochen später wurde mit einem 1:0-Sieg gegen Wiener Neustadt der inoffizielle Titel des Winterkönigs fixiert. In der zweiten Saisonhälfte konnten die Oberösterreicher nicht ganz an die Leistungen aus dem Herbst 2010 anknüpfen (im Gegensatz zum Herbst musste man sich in vielen Spielen mit einem Punkt zufriedengeben) und belegten in der Bundesliga-Abschlusstabelle den 4. Tabellenplatz.

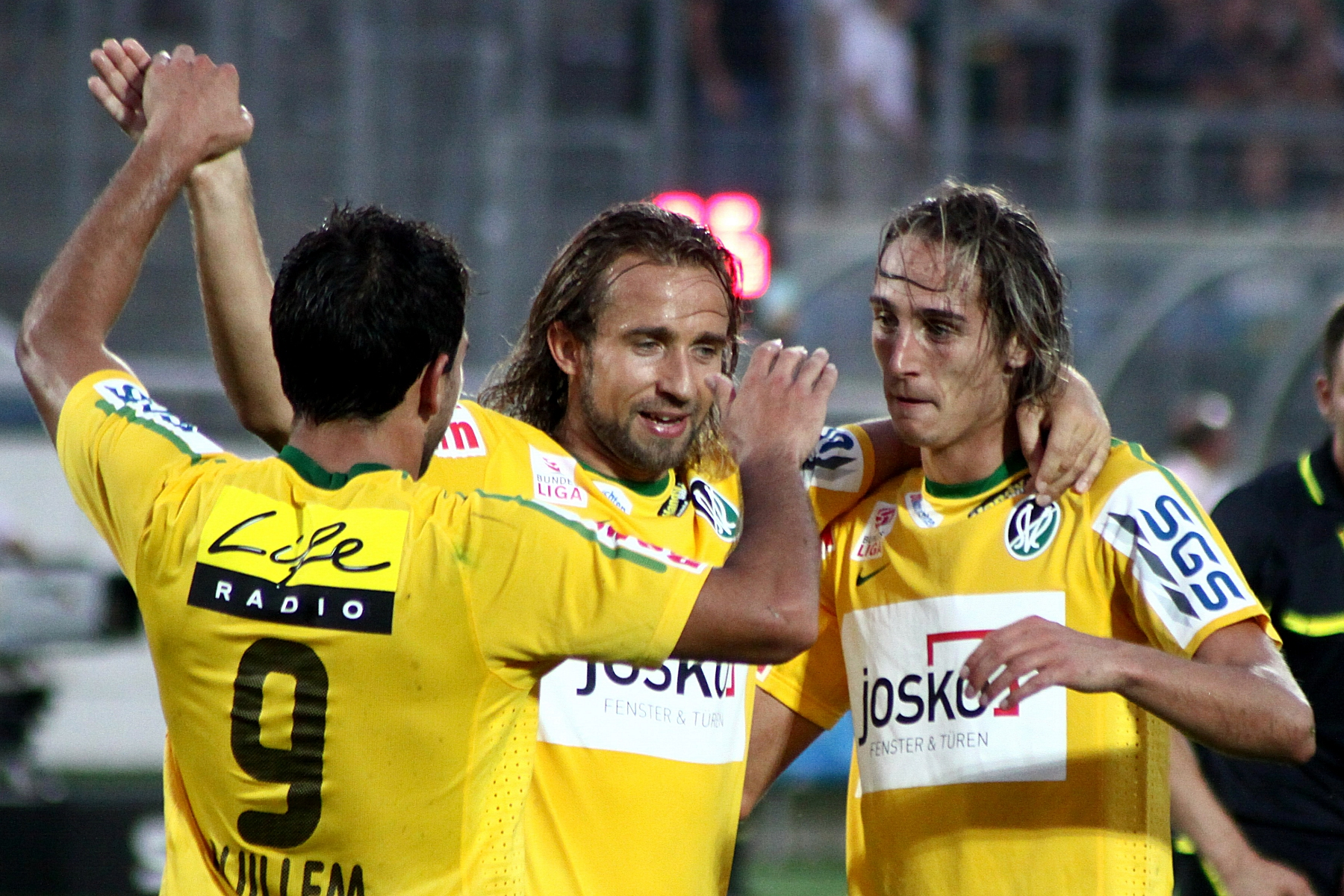
Guillem Martí, Stefan Lexa und Iván Carril Regueiro (von links nach rechts) beim 5:0-Auswärtssieg über SC Magna Wiener Neustadt am 21. August 2010

Saisonhöhepunkt war der zweite Cupsieg. Nachdem sie im Viertelfinale den späteren Meister Sturm Graz und im Halbfinale Rapid Wien jeweils mit 2:1 besiegt hatte, gewann die SV Ried das ÖFB-Cup-Finale im Wiener Ernst-Happel-Stadion mit 2:0 gegen Austria Lustenau.

### Saison 2011/12
Neben den Abgängen von Martin Stocklasa (St. Gallen) und Thomas Schrammel (Rapid) musste die SVR zusätzlich das plötzliche Karriereende von Mannschaftskapitän Oliver Glasner verkraften. Im Ligaspiel bei Rapid Wien hatte er sich nach einem Zusammenstoß mit Mario Sonnleitner eine Kopfverletzung zugezogen, deren Schwere zunächst nicht erkannt wurde. Drei Tage später, wenige Stunden vor dem Europacuprückspiel in Kopenhagen, wurde ein Blutgerinnsel im Hirn diagnostiziert, welches akutoperativ entfernt werden musste. In der letzten Phase der Transferzeit verließen noch Florian Mader (FK Austria Wien) und Daniel Royer (Hannover 96) überraschend den Verein. Die Abgänge dieser Leistungsträger konnten jedoch durch die Weiterentwicklung neuer Führungsspieler wie Anel Hadžić oder Thomas Reifeltshammer gut kompensiert werden.
Durch den Cupsieg war der Verein für die dritte Qualifikationsrunde der UEFA Europa League qualifiziert. Gegner war Brøndby IF aus dem Kopenhagener Vorort Brøndby. Nach einem 2:0-Heimsieg im Hinspiel erkämpften die Rieder in Kopenhagen nach einem 0:4-Rückstand noch ein 2:4 und sicherten sich so den Einzug in die Playoff-Runde der Europa League. Dort schied Ried gegen PSV Eindhoven nach einem 0:0 zuhause mit einem 0:5 im Rückspiel aus (Halbzeitstand 0:0).
In der Liga startete die SV Ried mit nur zwei Punkten aus den ersten vier Spielen gegen die „Großen Vier“ der Liga schwach und stand sogar kurzzeitig auf dem letzten Tabellenplatz. Von den folgenden 14 Spielen wurde jedoch nur eines verloren, nach der ersten Saisonhälfte gewann die SVR zum zweiten Mal nacheinander den Titel des Herbstmeisters der tipp3 Bundesliga, zwei Punkte vor den Wiener Großklubs Rapid Wien und FK Austria Wien. Weniger positiv hingegen verlief das Frühjahr 2012, welches mit vier Niederlagen in Serie und einem Torverhältnis von 1:8 begann. Mit nur drei Siegen in den übrigen Spielen wurde die Saison auf dem 6. Tabellenplatz abgeschlossen. Im Frühjahr wurde das Dienstverhältnis mit Trainer Paul Gludovatz einvernehmlich aufgelöst, nachdem dieser einen Vertrag beim SK Sturm Graz für die folgende Saison unterschrieben hatte. Nachfolger wurde interimistisch Co-Trainer Gerhard Schweitzer.
Ein deutlich besseres Endergebnis konnte wieder im Cup erspielt werden. Nachdem im Achtelfinale auswärts Rapid Wien (ein Erfolg, der in der Meisterschaft bislang noch nie geglückt ist) und daheim im Halbfinale Austria Wien geschlagen werden konnten, zog die SVR zum zweiten Mal in Serie ins Finale im Ernst-Happel-Stadion in Wien ein. Im dritten Cupfinale der Vereinsgeschichte (nach 1998 und 2011) ging die Mannschaft nach einer 0:3-Niederlage gegen FC Red Bull Salzburg als Verlierer vom Platz. Da Salzburg ebenfalls die Meisterschaft für sich entscheiden konnte, spielte Ried in der Saison 2012/13 ein weiteres Mal in der Qualifikation für die Europa League.

### Saison 2012/13
Für die Spielsaison wurde der Steirer Heinz Fuchsbichler verpflichtet. In der 2. Qualifikationsrunde der Europa League setzte man sich gegen die belarussische Mannschaft FK Schachzjor Salihorsk dank der Auswärtstorregel mit 1:1 durch. Allerdings scheiterte man in der 3. Runde an KP Legia Warschau (Hinspiel in Ried: 2:1; Rückspiel 1:3).
Während einer durchwachsenen Herbstmeisterschaft wurde das Dienstverhältnis mit Trainer Heinz Fuchsbichler aufgelöst. Nachfolger wurde der langjährige SV-Ried-Spieler Michael Angerschmid. Beendet wurde die Spielzeit in der Bundesliga auf dem 6. Platz.
Im Cup erreichte man das Halbfinale, wo man am FK Austria Wien scheiterte.

### Weiterer Verlauf
In der Saison 2013/14 durchlebte die SV Ried ebenfalls eine Saison mit Höhen und Tiefen, zu deren Ende der sechste Platz erreicht wurde. Dies veranlasste die Vereinsführung, den Vertrag des Trainers Michael Angerschmid nicht mehr zu verlängern. Im Sommer 2014 wurde der langjährige SV-Ried-Spieler Oliver Glasner Cheftrainer. Kurz vor dem letzten Ligaspiel der Saison 2014/15 (35. Spieltag: SV Ried auf 6. Tabellenplatz) wurde bekanntgegeben, dass Glasner in der folgenden Saison zum LASK Linz wechseln werde.
Neuer Trainer der SV Ried für die Saison 2015/16 wurde Helgi Kolviðsson, der vom Absteiger SC Wiener Neustadt kam und bei der SVR einen Zweijahresvertrag unterzeichnete. Nach fünf sieglosen Spielen in der Saison 2015/16 wurde er am 16. August 2015 beurlaubt. Als neuer Trainer wurde Paul Gludovatz vorgestellt. Christian Benbennek betreute die Mannschaft von 2016 bis 2017. Von 2017 bis April 2018 war Lassaad Chabbi Trainer der Mannschaft. Am 2. April 2018 wurde er beurlaubt und interimistisch durch Franz Schiemer ersetzt.
Nach dem Abstieg 2017 in die 2. Liga blieb die Mannschaft in der Spielzeit 2017/18 weit hinter dem selbst ausgegebenen Saisonziel Wiederaufstieg bzw. Meistertitel. Die Mannschaft beendete die Saison auf dem enttäuschenden 4. Platz. Bereits im Vorfeld wurde angekündigt, dass der Geschäftsführer im Falle eines Nichtaufstiegs wohl den Verein übergeben wird. Dies trat jedoch nicht ein. Am 6. Juni 2018 wurde Thomas Weissenböck bei einer Vorstandssitzung als Trainer bestätigt. Somit ging die Mannschaft in die neue Spielzeit 2018/19, welche in einem neuen Ligaformat mit 16 Vereinen bestritten wurde. 2022 erreichte die SV Ried das Cupfinale gegen Red Bull Salzburg. In der Saison 2019/20 gelang der Wiederaufstieg in die Bundesliga. In der Folgesaison konnte die Klasse knapp gehalten werden, ebenso 2021/22. In der Saison 2022/23 stieg man jedoch wieder in die zweite Liga ab. Nach zwei Saisonen in der zweiten Liga gelang 2025 mit dem Meistertitel der abermalige Wiederaufstieg in die höchste österreichische Spielklasse. 

## Hauptsponsoren
- 1995–1996: Marc O’Polo
- 1996–1998: Keli
- 1998–2004: Josko Fenster & Türen
- 2004–2005: Kletzl
- 2005–2016: Josko Fenster & Türen
- 2016–2025: Guntamatic Heiztechnik GmbH
- seit 4. Juni 2025: Oberbank AG

## Vereinsvorstand
Der Vorstand der SV Ried besteht seit Juni 2019 aus folgenden Mitgliedern:
- Geschäftsführer SV Ried GmbH und Finanzvorstand: Roland Daxl
- Geschäftsführer SV Ried Fußballakademie GmbH und Nachwuchsvorstand: Maximilian Schmidt
- Infrastrukturvorstand: Thomas Gahleitner
- Organisation und Finanzen: Wolfgang Benezeder
- Organisationsvorstand: Karl Wagner
- Vorstand für juristische Angelegenheiten: Robert Tremel

## Kampfmannschaft

### Trainerteam
Stand: 1. Juli 2025
| Funktion        | Name             | Geburtsdatum | Nationalität | beim Verein seit | letzter Verein      |
| --------------- | ---------------- | ------------ | ------------ | ---------------- | ------------------- |
| Trainer         | Maximilian Senft | 04.08.1989   | Osterreich   | 03/2023          | Junge Wikinger Ried |
| Co-Trainer      | Eduard Buxmann   | 01.07.1995   | Deutschland  | 07/2023          | SV Ried U-18        |
| Co-Trainer      | Emmanuel Faloba  | 23.04.1991   | Osterreich   | 07/2025          | FC Liefering        |
| Tormanntrainer  | Wolfgang Wimmer  | 17.08.1965   | Osterreich   | 07/2024          | SV Ried II          |
| Athletiktrainer | Mauro Zanoguera  | 24.11.1991   | Spanien      | 07/2025          | SKN St. Pölten      |

### Aktueller Kader
Stand: 2. August 2025
| Rücken- nummer | Name                   | Geburtsdatum | Nationalität | beim Verein seit | letzter Verein           |
| Tor            | Tor                    | Tor          | Tor          | Tor              | Tor                      |
| -------------- | ---------------------- | ------------ | ------------ | ---------------- | ------------------------ |
| 01             | Andreas Leitner        | 25.03.1994   | Osterreich   | 07/2023          | Petrolul Ploiești        |
| 34             | Dominik Stöger         | 22.09.2006   | Osterreich   | 07/2023          | SV Ried II               |
| 77             | Felix Wimmer           | 17.08.1998   | Osterreich   | 07/2024          | Union Gurten             |
| Abwehr         |                        |              |              |                  |                          |
| 03             | Jonathan Scherzer      | 22.07.1995   | Osterreich   | 07/2025          | Wolfsberger AC           |
| 05             | Nikki Havenaar         | 16.02.1995   | Japan        | 07/2023          | FC Thun                  |
| 14             | Philip Weissenbacher   | 01.06.2005   | Osterreich   | 10/2024          | SV Ried II               |
| 23             | Michael Sollbauer      | 15.05.1990   | Osterreich   | 07/2024          | SK Rapid Wien            |
| 25             | Dominik Kirnbauer      | 28.08.2002   | Osterreich   | 07/2025          | ASK Voitsberg            |
| 30             | Oliver Steurer         | 06.01.1995   | Deutschland  | 08/2023          | VfB Oldenburg            |
| Mittelfeld     |                        |              |              |                  |                          |
| 06             | Yusuf Maart            | 17.07.1995   | Sudafrika    | 07/2025          | Kaizer Chiefs            |
| 08             | Martin Rasner          | 18.05.1995   | Osterreich   | 07/2024          | FC Admira Wacker Mödling |
| 15             | Joris Boguo            | 17.10.2007   | Osterreich   | 07/2025          | SV Ried II               |
| 17             | Philipp Pomer          | 12.08.1997   | Osterreich   | 07/2021          | FC Blau-Weiß Linz        |
| 18             | Fabian Rossdorfer      | 09.11.2005   | Osterreich   | 07/2023          | SV Ried II               |
| 20             | Nevio Zotz             | 03.07.2007   | Osterreich   | 07/2025          | AKA Tirol                |
| 21             | Loiange Ondoa          | 11.04.2005   | Kamerun      | 07/2025          | SV Ried II               |
| 22             | Conrad Scholl          | 27.07.2007   | Deutschland  | 07/2025          | SV Ried II               |
| 24             | Christopher Wernitznig | 24.02.1990   | Osterreich   | 07/2025          | SK Austria Klagenfurt    |
| 26             | Jonas Mayer            | 29.06.2004   | Osterreich   | 09/2022          | SV Ried II               |
| 38             | Nermin Mesic           | 23.01.2006   | Deutschland  | 10/2024          | SV Ried II               |
| Angriff        |                        |              |              |                  |                          |
| 07             | Kingstone Mutandwa     | 05.01.2003   | Sambia       | 07/2025          | Cagliari Calcio (Leihe)  |
| 09             | Saliou Sané            | 19.07.1992   | Deutschland  | 07/2024          | Würzburger Kickers       |
| 10             | Mark Grosse            | 01.02.1999   | Osterreich   | 07/2023          | Kapfenberger SV          |
| 11             | Ekain Azkune           | 26.01.2001   | Spanien      | 07/2025          | Bilbao Athletic (Leihe)  |
| 12             | Ante Bajic             | 22.08.1995   | Osterreich   | 01/2024          | SK Rapid Wien            |
| 13             | Peter Kiedl            | 13.01.2004   | Osterreich   | 07/2025          | SK Sturm Graz (Leihe)    |
| 29             | Antonio Van Wyk        | 30.03.2002   | Sudafrika    | 09/2024          | Stellenbosch FC          |

### Transfers
Stand: 18. Juli 2025
| Zugänge: | Abgänge: |
| Sommer 2025 | Sommer 2025 |
| --- | --- |
| - Ekain Azkune (Bilbao Athletic, Leihe) - Peter Kiedl (SK Sturm Graz, Leihe) - Dominik Kirnbauer (ASK Voitsberg) - Yusuf Maart (Kaizer Chiefs) - Kingstone Mutandwa (Cagliari Calcio, Leihe) - Jonathan Scherzer (Wolfsberger AC) - Christopher Wernitznig (SK Austria Klagenfurt) - Nevio Zotz (AKA Tirol) | - David Berger (SK Rapid Wien II) - Wilfried Eza (FK Tscheljabinsk) - Nik Marinšek (SK Austria Klagenfurt) - Benjamin Sammer (FC Hertha Wels, Leihe) - Marco Untergrabner (Floridsdorfer AC) - Fabian Wohlmuth (Wolfsberger AC) - Mateo Zetic (Wacker Burghausen, Leihe) - Lumor Agbenyenu (vereinslos) - David Bumberger (vereinslos) - Nemanja Celic (vereinslos) - Thomas Jungbauer (vereinslos) |

## Trainer seit 1981

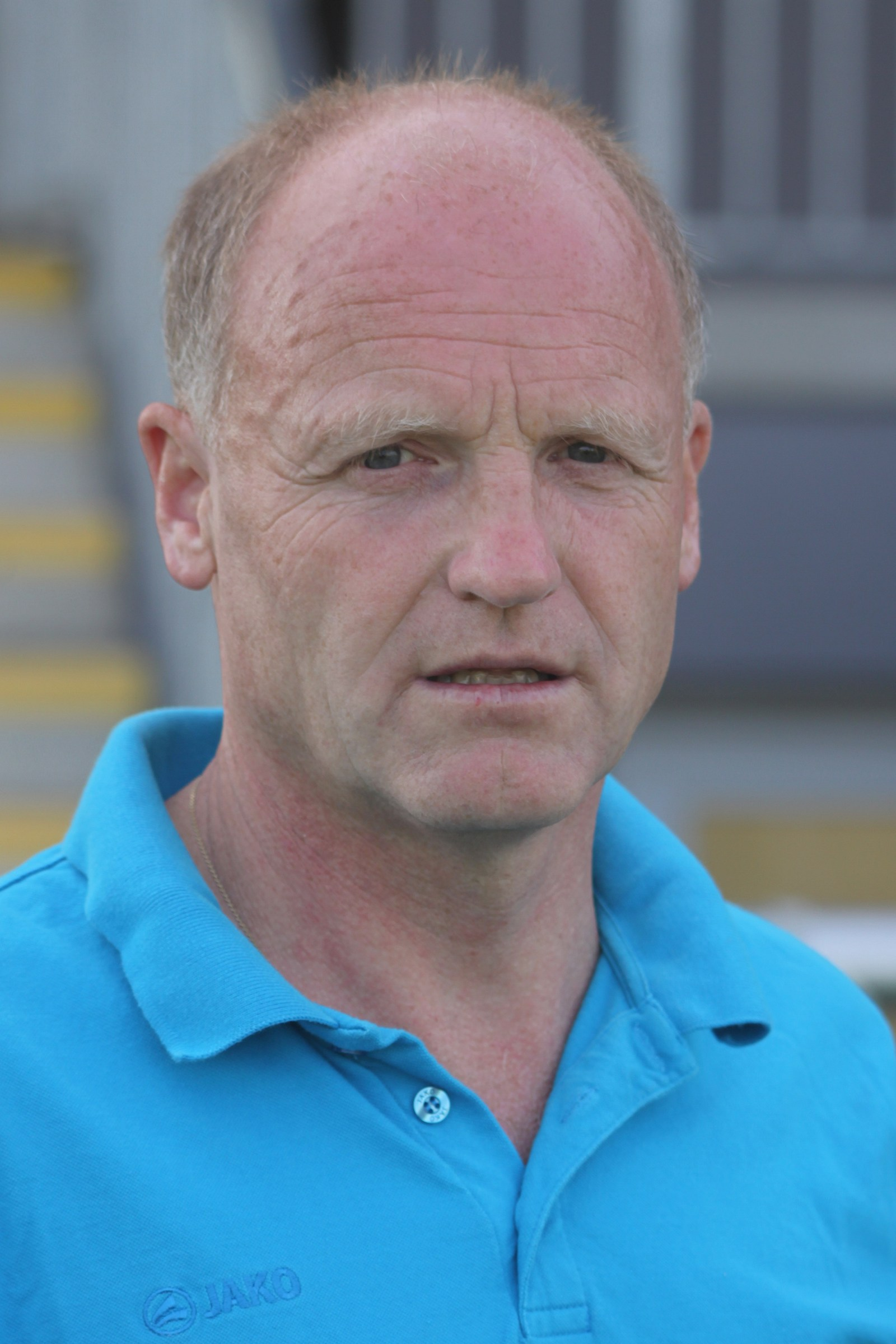
Gerhard Schweitzer
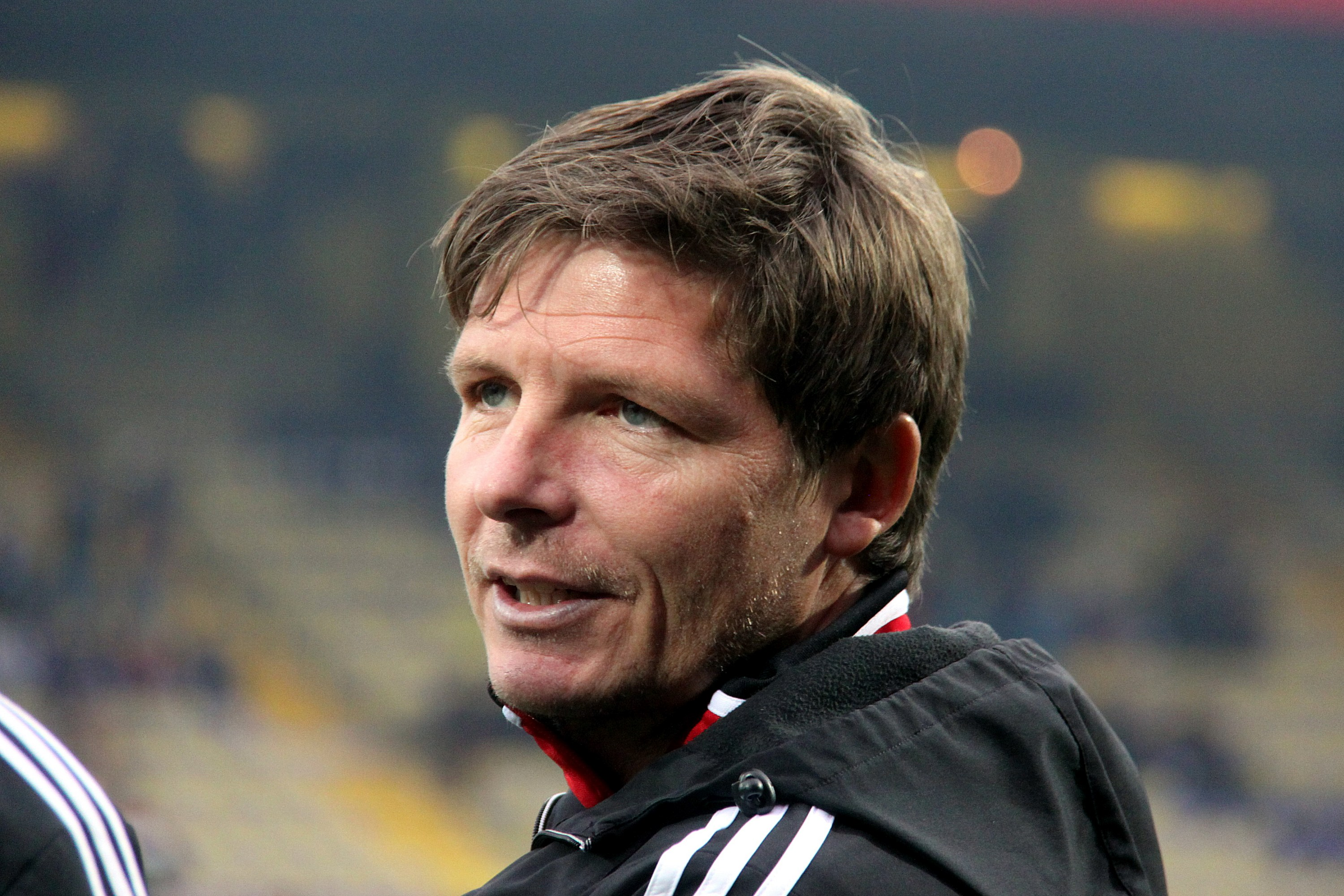
Oliver Glasner
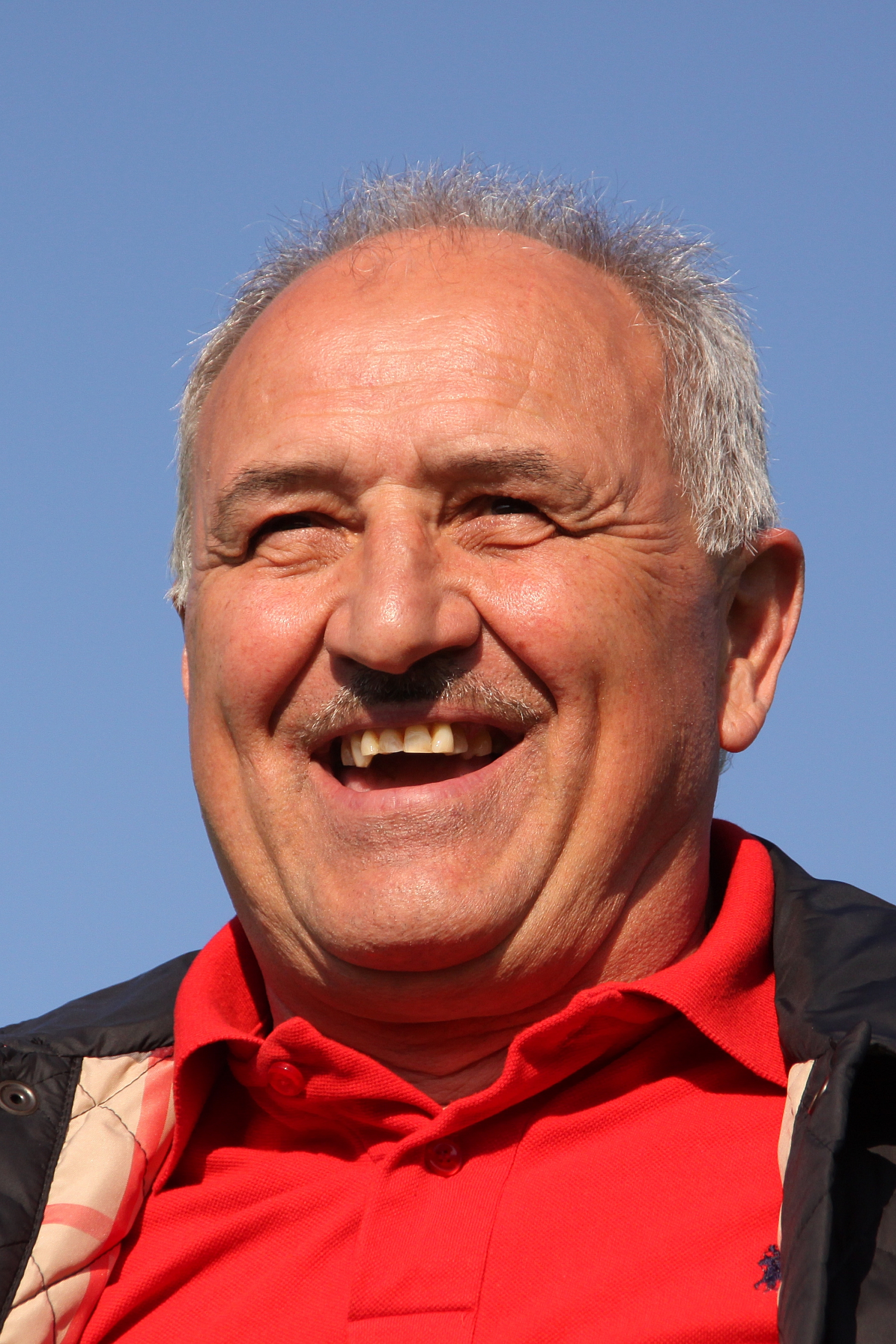
Paul Gludovatz
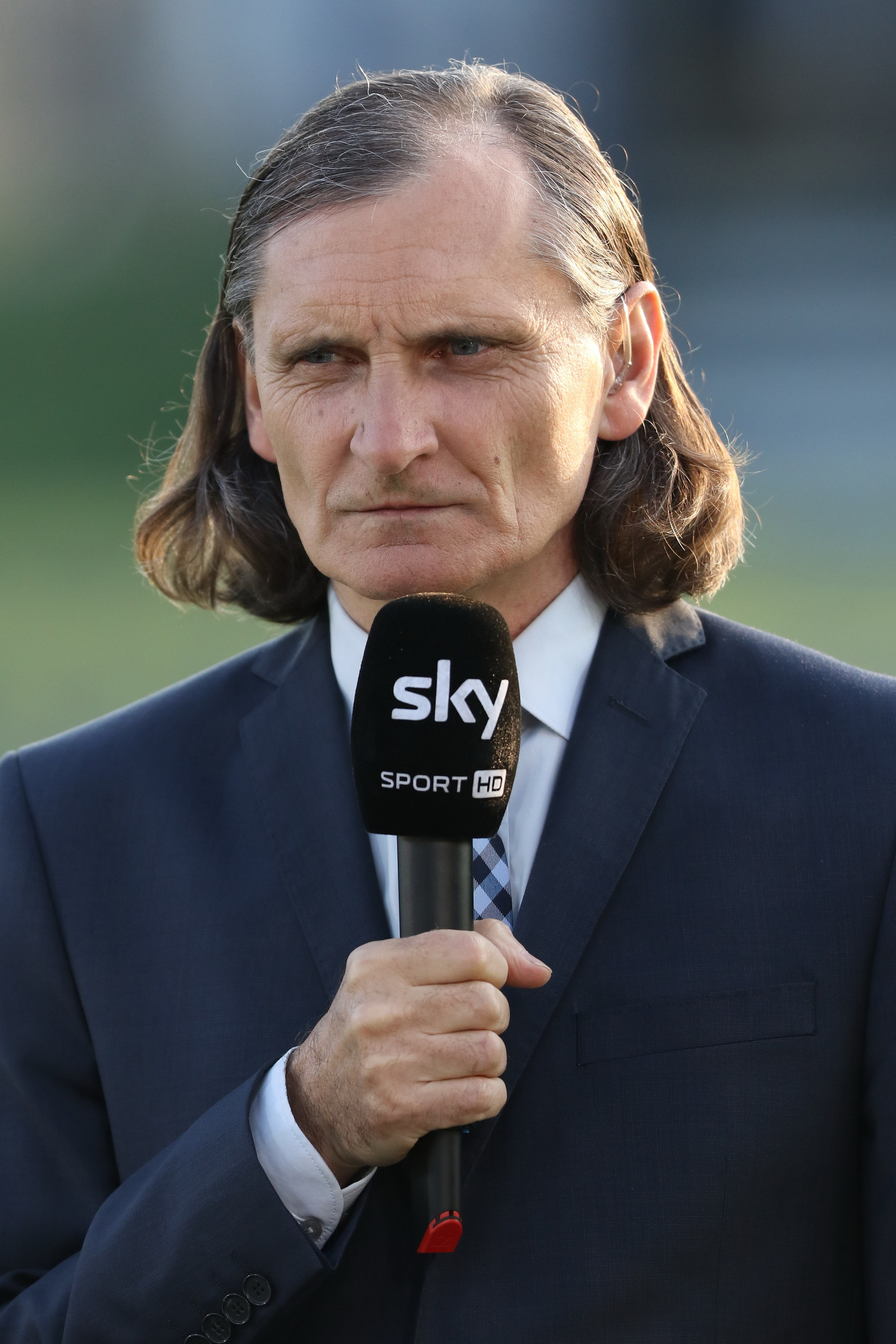
Alfred Tatar
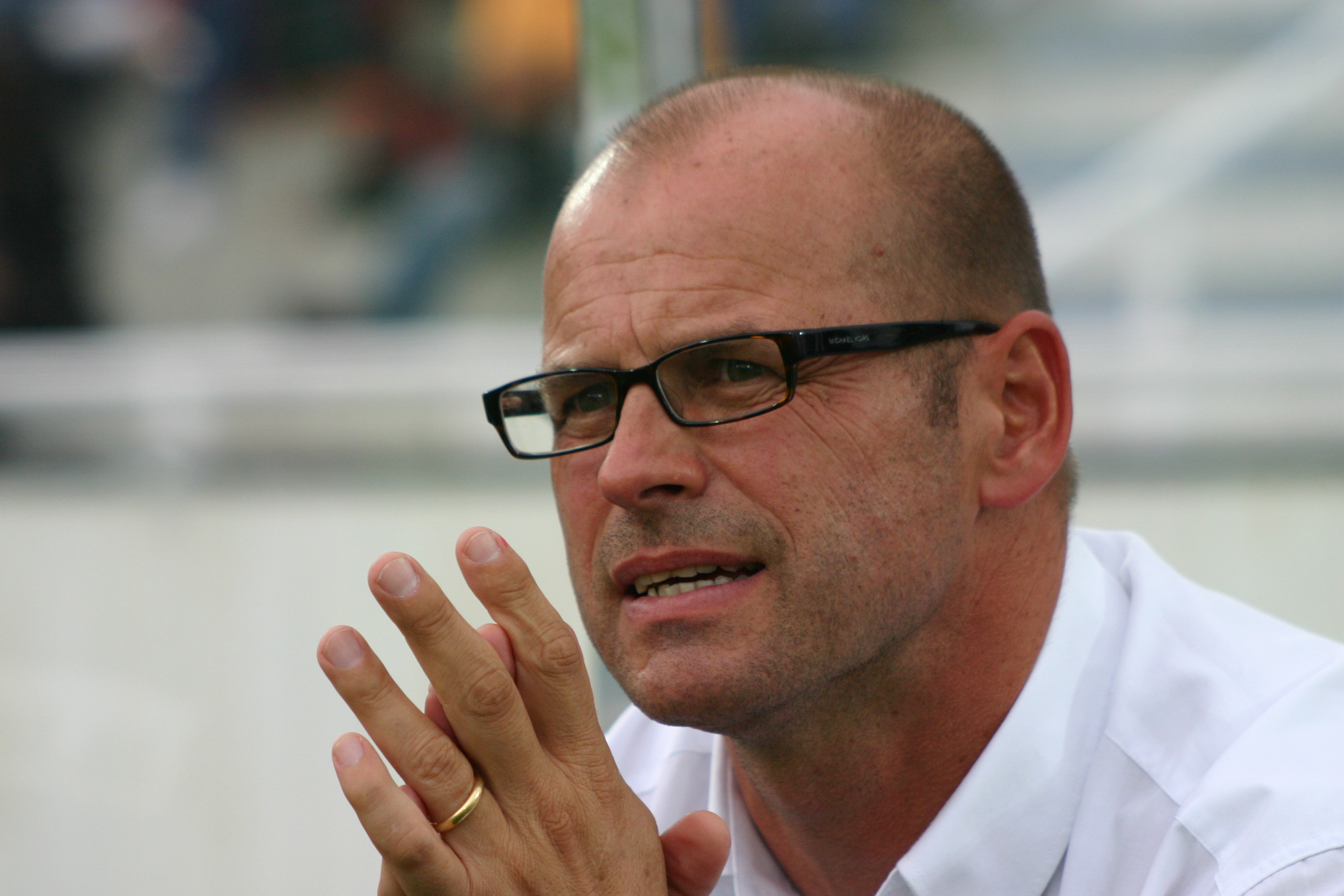
Helmut Kraft
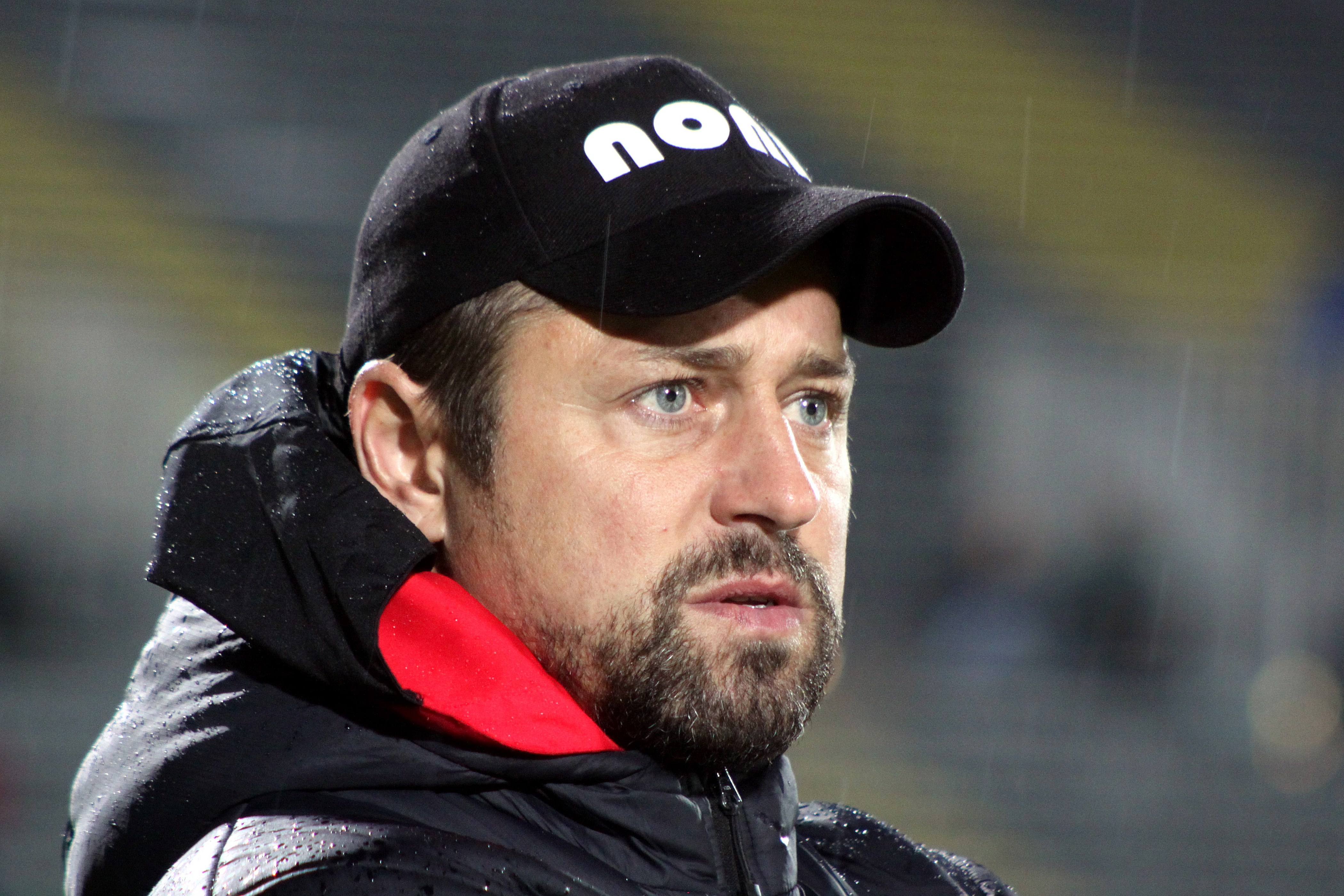
Helgi Kolviðsson

In der folgenden Übersicht sind alle Trainer der SV Ried seit 1981 aufgelistet. Einige Trainer wurden mehrmals berufen; dies ist in der Klammer dargestellt.
| von        | bis        | Trainer                  |
| ---------- | ---------- | ------------------------ |
| 01.07.1981 | 30.06.1988 | Ernst Knorrek            |
| 01.07.1988 | 31.05.1999 | Klaus Roitinger (I)      |
| 30.06.1999 | 31.05.2000 | Heinz Hochhauser (I)     |
| 01.07.2000 | 20.04.2001 | Helmut Kronjäger         |
| 21.04.2001 | 21.03.2002 | Alfred Tatar             |
| 26.03.2002 | 13.05.2003 | Gerhard Schweitzer (I)   |
| 14.05.2003 | 31.05.2003 | Klaus Roitinger (II)     |
| 01.07.2003 | 31.12.2003 | Petar Šegrt              |
| 01.01.2004 | 30.06.2004 | Andrzej Lesiak           |
| 01.07.2004 | 31.05.2006 | Heinz Hochhauser (II)    |
| 01.06.2006 | 22.10.2007 | Helmut Kraft             |
| 22.10.2007 | 06.04.2008 | Thomas Weissenböck (I)   |
| 09.04.2008 | 30.06.2008 | Michael Angerschmid (I)  |
| 08.05.2008 | 02.07.2008 | Georg Zellhofer          |
| 02.07.2008 | 11.07.2008 | Gerhard Schweitzer (II)  |
| 11.07.2008 | 19.03.2012 | Paul Gludovatz (I)       |
| 20.03.2012 | 31.05.2012 | Gerhard Schweitzer (III) |
| 01.06.2012 | 06.11.2012 | Heinz Fuchsbichler       |
| 06.11.2012 | 09.12.2012 | Gerhard Schweitzer (IV)  |
| 09.12.2012 | 31.05.2014 | Michael Angerschmid (II) |
| 01.06.2014 | 25.05.2015 | Oliver Glasner           |
| 25.05.2015 | 31.05.2015 | Thomas Sageder           |
| 01.06.2015 | 16.08.2015 | Helgi Kolviðsson         |
| 16.08.2015 | 16.05.2016 | Paul Gludovatz (II)      |
| 01.06.2016 | 28.02.2017 | Christian Benbennek      |
| 01.03.2017 | 02.04.2018 | Lassaad Chabbi           |
| 02.04.2018 | 18.04.2018 | Franz Schiemer           |
| 18.04.2018 | 12.11.2018 | Thomas Weissenböck (II)  |
| 12.11.2018 | 25.11.2018 | Miron Muslić             |
| 01.01.2019 | 15.12.2020 | Gerald Baumgartner       |
| 15.12.2020 | 31.12.2020 | Gerhard Schweitzer       |
| 31.12.2020 | 25.03.2021 | Miron Muslić             |
| 25.03.2021 | 08.11.2021 | Andreas Heraf            |
| 08.11.2021 | 31.12.2021 | Christian Heinle         |
| 01.01.2022 | 19.04.2022 | Robert Ibertsberger      |
| 19.04.2022 | 01.03.2023 | Christian Heinle         |

## Bekannte ehemalige Spieler

### „Vereinslegenden“
- Michael Angerschmid
- Michael Aničić
- Vlado Cvjetkovic
- Herwig Drechsel
- Oliver Glasner
- Marinko Ivšić
- Leo Kiesenhofer
- Sanel Kuljic
- Andrzej Lesiak
- Milan Oraze
- Klaus Roitinger
- Goran Stanisavljević
- Günter Steininger

### 1990er Jahre
- Jacek Berensztajn
- Anton Ehmann
- Christophe Lauwers
- Herwig Karl
- Christian Mayrleb
- Pavel Mraz
- Mattias Nylund
- Marcel Oerlemans
- Rainer Schütterle
- Mario Stieglmair
- Ronald Unger
- Marco Villa
- Walter Waldhör
- Kazimierz Węgrzyn

### Cuphelden 1998
- Erwin Dampfhofer
- Ove Hansen
- Markus Hiden
- Faruk Hujdurovic
- Alexander Jank
- Boris Kitka
- Manfred Rothbauer
- Markus Scharrer
- Gerald Strafner
- Helmut Zeller
- Oliver Graf

### Jüngere Vergangenheit
- Muhammet Akagündüz
- Bienvenue Basala-Mazana
- Dietmar Berchtold
- Hans-Peter Berger
- Ewald Brenner
- Ronald Brunmayr
- Jovan Damjanović
- Anel Hadžić
- Wolfgang Hesl
- Davorin Kablar
- Oliver Kragl
- Stefan Lexa
- Norman Mapeza
- Rastislav Michalík
- Thomas Nentwich
- Atdhe Nuhiu
- Željko Radović
- Daniel Royer
- Hamdi Salihi
- Thomas Schrammel
- Seo Jung-won
- Ibrahima Sidibé
- Martin Stocklasa
- Andreas Ulmer

### Spieler aus dem Nachwuchs der SVR
- Belmin Beganović
- Peter Hackmair
- Andreas Lasnik
- Arjan Malić
- Manuel Ortlechner
- Samuel Radlinger
- Franz Schiemer
- Kevin Stöger
- Emin Sulimani

## Titel und Erfolge
- Österreichischer Cupsieger: 1998, 2011
- Österreichischer Pokalfinalist: 2012, 2022
- Österreichischer Vizemeister: 2007
- Herbstmeister: 2010, 2011
- Aufstieg in die Bundesliga als Meister der 2. Liga (ehem. "Erste Liga"): 2005, 2020, 2025
- Aufstieg in die Bundesliga als Vizemeister der 1. Division und nach Relegation: 1995
- Oberösterreichischer Landescupsieger: 1927, 1986
- Meister 1. Landesliga Oberösterreich: 1988, 1990, 1991

## Europapokalbilanz
siehe: SV Ried/Europapokalstatistik

## Zweite Mannschaft
Die zweite Mannschaft der SV Ried spielt aktuell unter dem Namen "Junge Wikinger Ried" in der drittklassigen Regionalliga Mitte.

## Jugendarbeit
Ried beherbergt das BNZ Ried (Fußballakademie Oberösterreich West), das die Nachwuchsgruppen beginnend ab der U15 (unter 15 Jahren) bis zur U18 und der Amateurmannschaft (Regionalliga Mitte) betreut. Das Besondere an dieser Fußballakademie ist, dass die Nachwuchsspieler auch eine Schulausbildung bekommen. Dafür wird mit verschiedenen Schulen der Stadt Ried im Innkreis kooperiert, insbesondere mit der Sport-HAK (Handelsakademie) Ried.